# 弗拉特蟾魚
弗拉特蟾魚（学名：Vladichthys gloverensis），為輻鰭魚綱蟾魚目蟾魚科弗拉特蟾魚屬的其中一種，該物種分佈於伯利茲及洪都拉斯的大西洋側沿岸，體長可達5.6公分。